# Peter Jehle (Pilot)
Alfred Peter David Jehle (* 3. Dezember 1922 in München; † 12. Februar 2015) war ein deutscher Pilot.

## Leben
Seit seinem 16. Lebensjahr war Jehle Flieger. Nach einer Ausbildung bei BMW als Flugmotorenbauer war er im Zweiten Weltkrieg als Pilot eingesetzt. Nach 1950 setzte er seine Karriere als Flugkapitän bei einer Reihe von Fluggesellschaften einschließlich Hadag Air und General Air in Hamburg fort. Er wirkte als Fluglehrer, amtlicher Sachverständiger und Prüfer für Privatpiloten. Insgesamt absolvierte er mehr als 33.000 Flüge. Noch mit 85 Jahren war er als ehrenamtlicher Fluglehrer tätig.

## Auszeichnungen
Am 6. August 2007 erhielt Jehle das Bundesverdienstkreuz am Bande für seine Verdienste um die Förderung der allgemeinen Luftfahrt.